# Манрике, Хорхе
Хо́рхе Манри́ке (исп. Jorge Manrique; ок. 1440, Паредес-де-Нава или Сегура-де-ла-Сьерра — 1479, Санта-Мария-дель-Кампо-Рус) — испанский воин и поэт, отпрыск одного из древнейших в Испании родов, Манрике де Лара.

## Биография
Сын кастильского рыцаря Родриго Манрике, племянник поэта Диего Гомесa Манрике.
Детство и раннюю юность провёл в пограничном с маврами Сегура-де-ла-Сьерра, куда его отец в 1434 году был назначен военным командиром.
Ребёнком потерял мать: она умерла в 1444. Третьим браком отец женился на донье Эльвире де Кастаньеда, а в следующем, 1470 году, Хорхе женился на младшей сестре своей мачехи, донье Гиомар.
С 1464 участвовал в гражданских войнах на стороне Изабеллы Кастильской. Умер от смертельной раны, полученной в бою у замка Кастильо-де-Гарсимуньос.

## Творчество

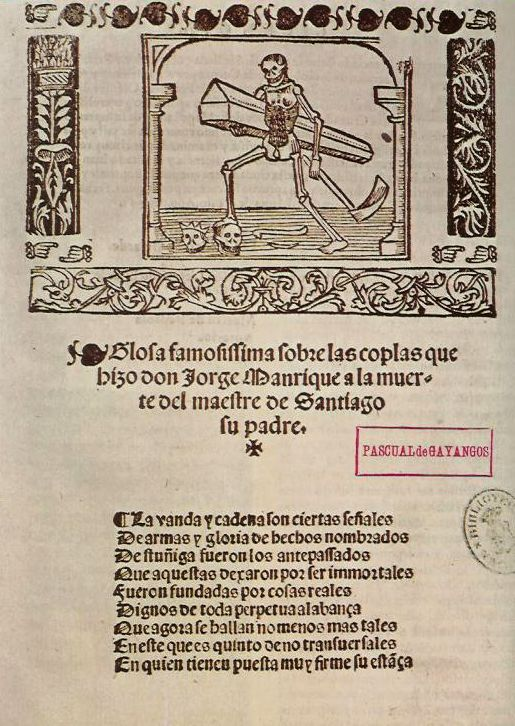
Первая страница «Стансов» Хорхе Манрике

Автор около пятидесяти стихотворных сочинений, большинство из которых включены в антологию лирической поэзии на кастильском языке Всеобщий песенник Эрнандо дель Кастильо (Cancionero general), первое издание которого появилось в Валенсии в 1511 году. Одна кантига поэта вошла в португальскую антологию «Всеобщий песенник» (Лиссабон, 1516).
Литературное бессмертие получили его стансы на смерть отца, умершего в 1476 году, которые стали одним из самых знаменитых произведений испанской поэзии. Строфы Хорхе Манрике на смерть его отца (es:Coplas por la muerte de su padre, 1476), где он тщательно избегает излишней эмоциональности, состоят из 43 стансов, написанных восьмисложными двустишиями и четырёхсложной строкой после каждого двустишия.
Хотя большинство его произведений выдержаны в канонах песенной поэзии своего времени и всё ещё находятся под старопровансальским влиянием, Хорхе Манрике считается первым чистым лириком испанской поэзии. Он положил начало поэзии в Испании как индивидуальному акту, как непосредственному выражению чувств, не зависящему от вкусов двора и литературной моды.

## Памятник в Сегура-де-ла-Сьерра

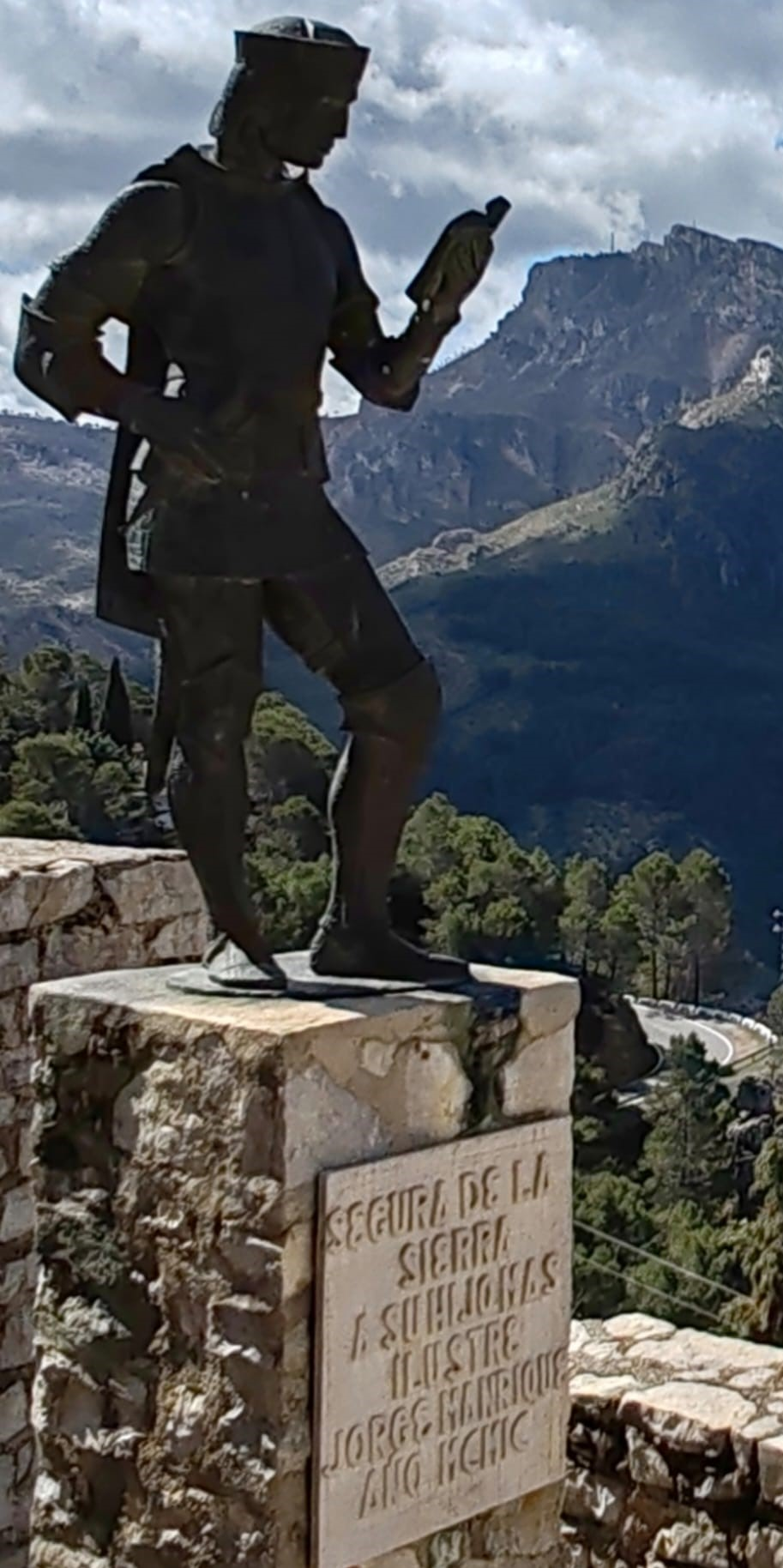
Памятник Хорхе Манрике в Сегура-де-ла-Сьерра

Два города оспаривают право назваться родиной поэта — Паредес-де-Нава, провинция Паленсия, и Сегура-де-ла-Сьерра, провинция Хаэн, но нет никаких документов, подтверждающих его рождение в каком-либо из этих двух мест. Поскольку главный дом семьи Фигероа, к которому принадлежала мать поэта донья Менсия, находится в городе Сегура-де-ла-Сьерра, здесь в 1999 году установлен памятник Хорхе Манрике. На постаменте написано: «Сегура-де-ла-Сьерра самому прославленному из своих сыновей».
Современный памятник отсылает к знаменитому надгробию рыцаря ордена Сантьяго Мартина Васкеса де Арсе (в просторечии Эль-Донсела), погибшего в 1486 году во время сражения с маврами под Гранадой в возрасте 25 лет и похороненного в кафедральном соборе Святой Марии в Сигуэнсе. Мраморная скульптура изображает полулежащего воина, читающего книгу.

## Поэзия Манрике в России
Стихи Манрике переводили на русский язык И. Эренбург, О. Савич, О. Румер, А. Гелескул (стихотворение «O, mundo, pues que nos matas…» / «Мир, ты всех нас убиваешь…»), Н. Ванханен и др.
В 2014 году в Санкт-Петербургском государственном университете Кариной Юрьевной Тимофеевой была защищена кандидатская диссертация «Хорхе Марике в контексте испанской литературы XV века».